# Кампањ ле Вардрек
Кампањ ле Вардрек (фр. Campagne-lès-Wardrecques) насеље је и општина у североисточној Француској у региону Север-Па д Кале, у департману Па де Кале која припада префектури Сент Омер.
По подацима из 2011. године у општини је живело 1160 становника, а густина насељености је износила 247,33 становника/km². Општина се простире на површини од 4,69 km². Налази се на средњој надморској висини од 26 метара (максималној 71 m, а минималној 22 m).

## Демографија
| 1962. | 1968. | 1975. | 1982. | 1990. | 1999. | 2011. |
| ----- | ----- | ----- | ----- | ----- | ----- | ----- |
| 403   | 412   | 492   | 724   | 862   | 947   | 1.160 |

График промене броја становника у току последњих година